# Coupe du Portugal de football 1981-1982
Navigation
1980-1981 1982-1983

La Coupe du Portugal de football 1981-1982 est la 42e édition de la Coupe du Portugal de football, considéré comme le deuxième trophée national le plus important derrière le championnat. 
La finale est jouée le 29 mai 1982, au stade national du Jamor, entre le Sporting Clube de Portugal et le Sporting Clube de Braga. Le Sporting CP remporte son onzième trophée en battant le SC Braga 4 à 0 et réussit le doublé coupe-championnat cette saison, le SC Braga se qualifie pour la Coupe d'Europe des vainqueurs de coupe de football 1982-1983 en tant que finaliste perdant.

## Finale
| 29 mai 1982 | Sporting Clube de Portugal | 4 - 0   | Sporting Clube de Braga | Stade national du Jamor |                         |
|             |                            | (1 - 0) |                         | Arbitrage : Raúl Nazaré | Arbitrage : Raúl Nazaré |
|             | Feuille de match           |         |                         | Arbitrage : Raúl Nazaré | Arbitrage : Raúl Nazaré |